# Dave Bailey
Dave Bailey (22. února 1926 – 28. prosince 2023) byl americký jazzový bubeník. Studoval hru na bicí na Music Center Conservatory v New Yorku a následně během druhé světové války odešel do armády. V letech 1951 až 1953 hrál s Herbiem Jonesem. V roce 1969 se přestal věnovat hudbě a začal pracovat jako letový instruktor. Roku 1973 začal učit hudbě. Během své kariéry spolupracoval s mnoha hudebníky, mezi které patří Lou Donaldson, Gerry Mulligan, Lucky Thompson, Lalo Schifrin nebo Ben Webster.